# Nikolaj Iljev
Nikolaj Iljev (bulgarsk: Николай Илиев; født 31. marts 1964 i Sofia, Bulgarien) er en bulgarsk tidligere fodboldspiller, der spillede som midterforsvarer. Han repræsenterede på klubplan Levski Sofia i hjemlandet, italienske Bologna, tyske Hertha Berlin samt franske Rennes. For Bulgariens landshold nåede han 53 kampe og fem scoringer, og var med til at nå semifinalerne ved VM i 1994 i USA.